# Jellisonia painteri
Jellisonia painteri är en loppart som beskrevs av Hastriter et Eckerlin 2003. Jellisonia painteri ingår i släktet Jellisonia och familjen fågelloppor. Inga underarter finns listade i Catalogue of Life.